# Claude Laydu
Claude Laydu (* 10. März 1927 in Etterbeek; † 29. Juli 2011 in Massy) war ein überwiegend in Frankreich tätiger, belgisch-schweizerischer Schauspieler.

## Leben und Wirken
Der im Großraum Brüssel geborene und aufgewachsene Claude Laydu kam 1947 nach Frankreich und ließ sich in Paris nieder. Hier belegte der Nachwuchskünstler Schauspielkurse am Conservatoire national supérieur d’art dramatique. Er schloss sich danach der Schauspieltruppe von Jean-Louis Barrault am Théâtre Marigny an und trat auch an weiteren hauptstädtischen Bühnen wie dem Théâtre La Bruyère, dem Théâtre de l’Alliance française und dem Théâtre de Paris auf. Im März 1950 gab Robert Bresson Laydu gleich in dessen erstem Film, dem asketischen Meisterwerk Tagebuch eines Landpfarrers, die Haupt- und Titelrolle des im Zentrum des Geschehens stehenden jungen Nachwuchspriesters. Zwei Jahre darauf folgte von André Cayatte die nächste tragende Rolle, die des Rechtsanwalts Philippe Arnaud in dem nicht minder ernsthaften Justizdrama Wir sind alle Mörder. Laydu trat bis zum Ende des Jahrzehnts in einer Reihe von weiteren Filmen auf, die jedoch wenig Eindruck hinterließen.

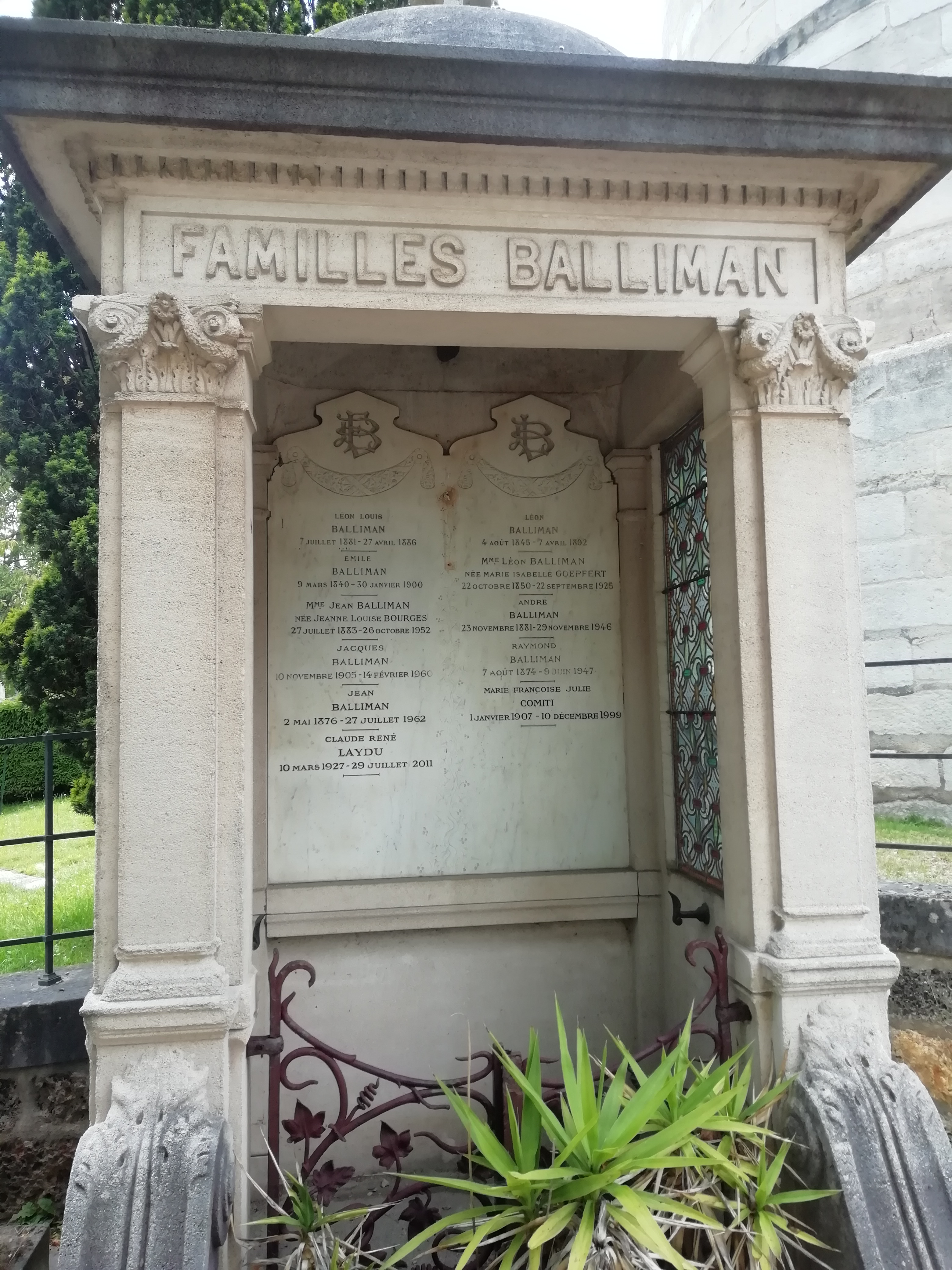
Grab Claude Laydus im Cimetière du Montparnasse

1960 folgte Laydu einer Einladung in die DDR, um den italienischen Komödienautor Carlo Goldoni in einer Filmbiografie der DEFA zu spielen. Das Ergebnis, „Italienisches Capriccio“, war ein künstlerisches Fiasko und wurde von der Filmkritik einhellig verrissen. Immerhin hatte Laydus Aufenthalt unmittelbar vor dem Mauerbau auch etwas Gutes: Der Wahl-Franzose sah im Ostfernsehen das Das Sandmännchen der DDR und war derart begeistert von diesem Gute-Nacht-Programm für die Kleinsten, dass er bei seiner Heimkehr nach Frankreich beschloss, etwas ähnliches im französischen Fernsehen für Kleinkinder auf die Beine zu stellen und zu produzieren. Das Ergebnis hieß „Bonne Nuit les Petits“ (Gute Nacht, ihr Kleinen), lief von 1962 bis 1966 Abend für Abend fünf Minuten lang und etablierte die Puppen Nounours, Pimprenelle und Nicolas als Lieblinge der jüngsten Fernsehzuschauer. Laydu selbst zeichnete nicht nur als Produzent des französischen Sandmännchens verantwortlich, sondern lieferte zugleich die Stimme desselben. Nach rund drei Jahrzehnten stellten Laydu und seine Frau Christine 1995 eine Neufassung dieser Gute-Nacht-Sendung unter dem Titel „Nounours“ auf die Beine.

## Filmografie
- 1950: Tagebuch eines Landpfarrers (Journal d'un curé de Campagne)
- 1951: Le Voyage en Amérique
- 1951: Au cœur de la Casbah
- 1952: Wir sind alle Mörder (Nous sommes tous des assassins)
- 1952: Der Weg nach Damaskus (Le Chemin de Damas)
- 1953: Le Bon Dieu sans confession
- 1953: La Route Napoléon
- 1954: Rasputin (Raspoutine)
- 1954: Attila, die Geißel Gottes (Attila, il flagello di Dio)
- 1954: Interdit de séjour
- 1955: Altair
- 1955: Dein ist mein Herz – Schuberts große Liebe (Sinfonia d’amore)
- 1956: Das Rad (La Roue)
- 1958: En votre âme et conscience (TV-Serie, eine Folge)
- 1960: Opfergang einer Nonne (Le dialogue des Carmélites)
- 1961: Italienisches Capriccio
- 1963: Mafia a la sbarra
- 1979: Le destin de Priscilla Davies (Fernsehfilm)